# Міран Аділ-хан I
Міран Аділ-хан I (урду میران عادل خان اول; д/н — 30 квітня 1441) — 2-й султан Хандешу у 1437—1441 роках.

## Життєпис
Син Насір-хана. Відомостей про нього обмаль. 1437 року успадкував владу, після чого зіткнувся з вторгненням бахманідського султана Ахмад-шаха II. Невдовзі того атакував гуджаратський султан Ахмед-шах I. Зрештою 1439 року Міран Аділ-хан I знову визнав зверхність останнього.
Решту правління присвятив відновленню міста та господарства. 1441 року його було вбито внаслідок змови знаті. Трон перейшов до його сина Міран Мубарак-хана.